# 氟喹酮
氟喹酮（英语：Afloqualone）或叫氨氟喹酮，是一种喹唑啉酮类GABA能药物，是田边制药的一个团队在1970年代开发的甲喹酮的类似物。由于其对GABAA受体的β亚型的激动剂活性，它具有镇静和肌肉松弛作用，并且已经有一些临床用途，尽管它会导致光敏化作为副作用，可能导致皮肤问题，例如皮炎。